# 调关镇
调关镇，是中华人民共和国湖北省荆州市石首市下辖的一个乡镇级行政单位。

## 行政区划
调关镇下辖以下地区：
琴台社区、金台社区、石戈垸村、高家岭村、伯牙口村、斑竹岭村、革家铺村、指路碑村、武显庙村、桂家铺村、连新垸村、黄陵山村、披甲湖村、敕王庙村、沙湾村、观音庵村、火炬村、沙咀村、新河洲村、南湖村、槎港村、北湖村、章华港村、胥家堂林场、中湖渔场和复兴洲生活区。